# おおいぬ座オミクロン1星
おおいぬ座ο1星（おおいぬざオミクロン1せい、ο1 Canis Majoris、ο1 CMa）は、おおいぬ座にある恒星である。橙色超巨星で、変光星でもある。周囲に広がるコリンダー121というアソシエーションに属しているとみられる。

## 名称
バイエルの『ウラノメトリア』では、おおいぬ座の星図でοと記された場所に2つの恒星があり、区別ができない。2つのο星には、フラムスティード番号は別々に付与され、アルゲランダーは『新ウラノメトリア』でそれぞれにο1、ο2と符号を付けた。おおいぬ座ο1星は、フラムスティード名ではおおいぬ座16番星で、ヘンリー・ドレイパーカタログではHD 50877である。
中国ではおおいぬ座ο1星は、天の軍隊が取引を行う市場を表す軍市（拼音: Jūn Shì）という星官を、おおいぬ座β星、おおいぬ座ν3星、おおいぬ座15番星、おおいぬ座17番星、おおいぬ座ξ1星とともに形成する。おおいぬ座ο1星自身は軍市五（拼音: Jūn Shì wu）すなわち軍市の5番星といわれる。

## 距離

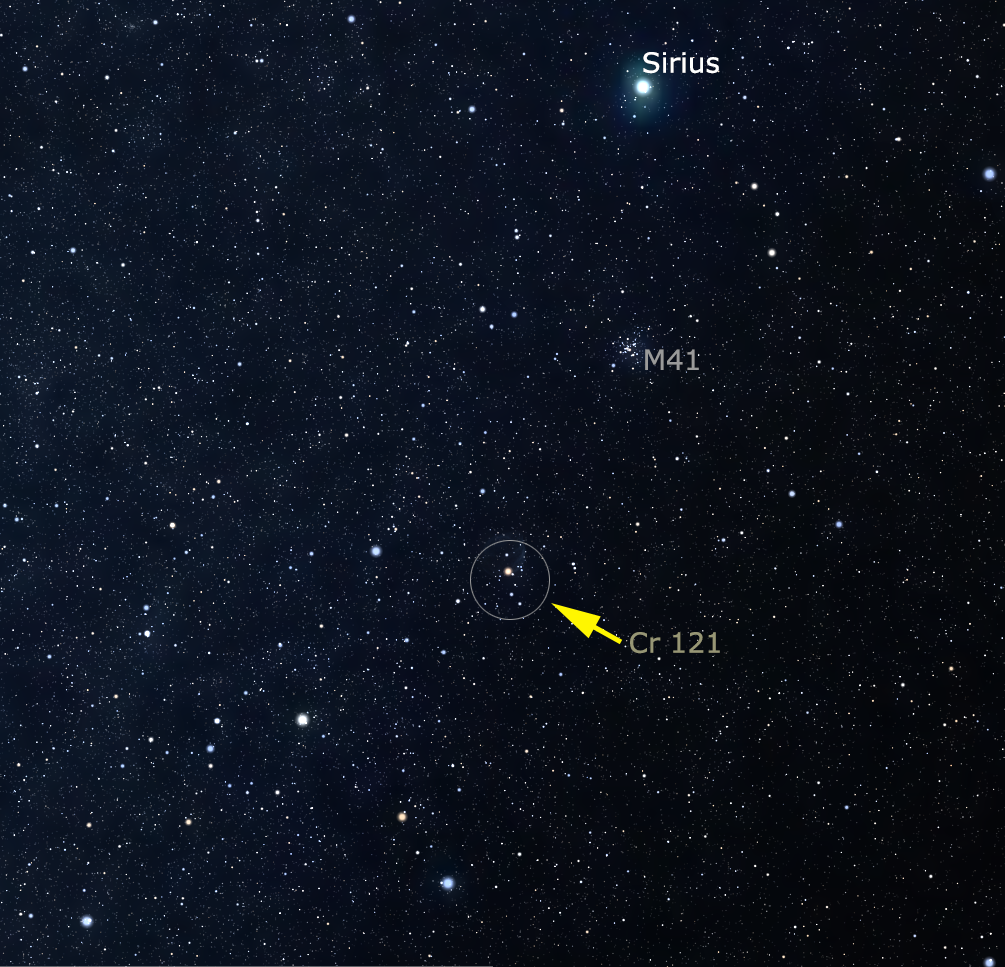
コリンダー121の天域

おおいぬ座ο1星の距離は不確かで、改訂ヒッパルコス星表では年周視差がほぼ0というありさまであった。ただし、おおいぬ座ο1星はコリンダー121というアソシエーションの中心部に位置し、その一員であることは確実とみられている。コリンダー121の距離は、ガイア衛星の観測によっておよそ2600光年と推定されている。同じくガイア衛星によって測定されたおおいぬ座ο1星の年周視差もこれと整合し、太陽からの距離に換算するとおよそ2500光年である。

## 特徴
おおいぬ座ο1星は、橙色に輝くK型超巨星で、スペクトル型はK2.5 Iと分類される。表面の有効温度はおよそ4000 Kで、質量は太陽の8倍前後、半径は太陽の280倍くらいになるとみられる。

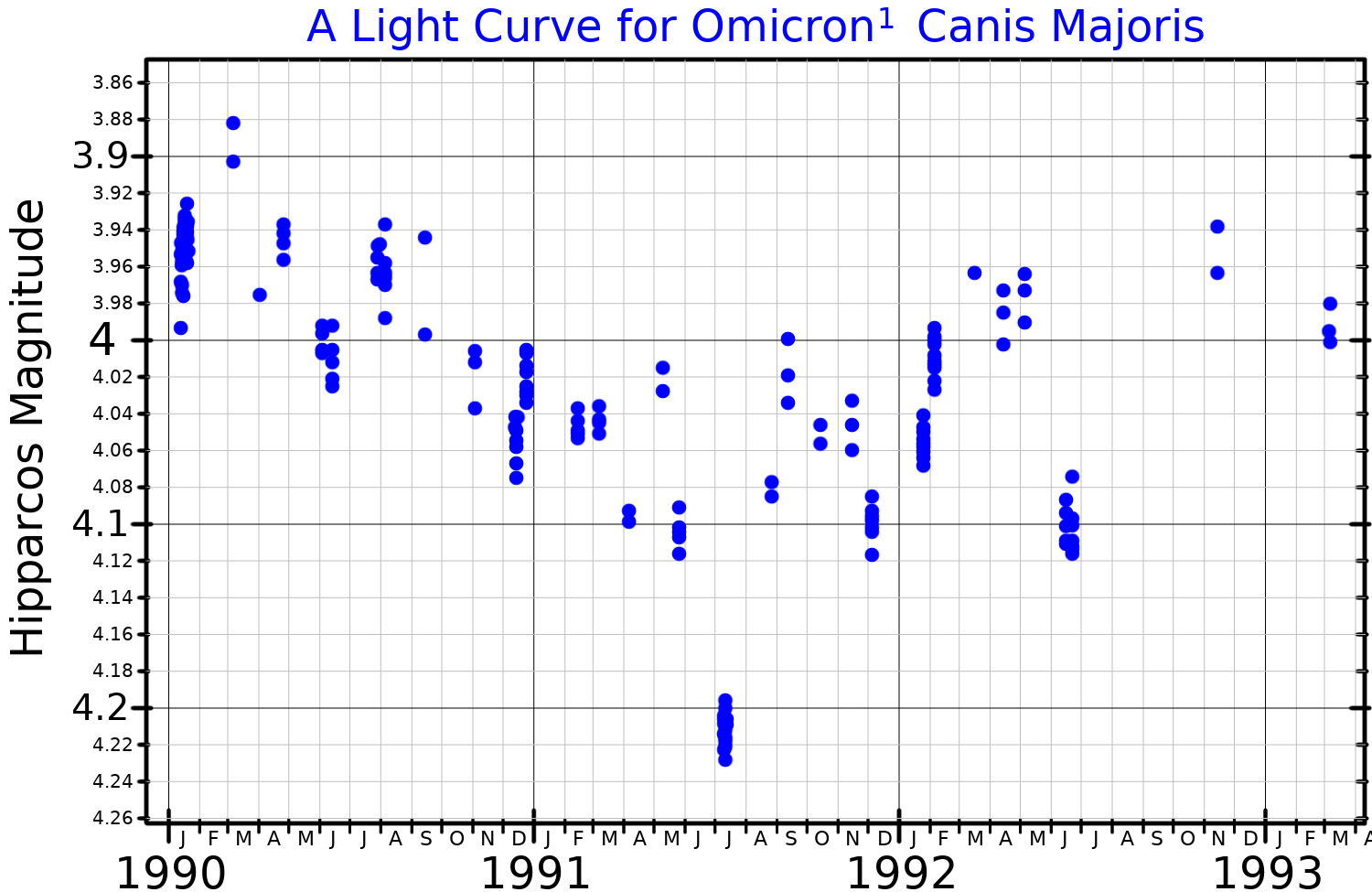
ヒッパルコス衛星の観測データから描いたおおいぬ座ο^{1}星の光度曲線。

おおいぬ座ο1星は、1960年代のラプラタ天文台、セロ・トロロ汎米天文台での観測から、変光しているかもしれないとされていたが、ヒッパルコス衛星による観測で光度曲線が描かれると、変光星であることが明らかとなった。変光星の分類としては、長期的で不規則な変光を示す晩期型超巨星の脈動変光星、として整理されるLC型に位置づけられている。おおいぬ座ο1星の見かけの等級は、3.78等から3.99等の間で変化するとされている。